# Китаєв Олексій Юрійович
Китаєв Олексій Юрійович (26 серпня 1963 , Москва ) — російсько-американський професор фізики Каліфорнійського технологічного інституту, постійний член Інституту теоретичної фізики Кавлі.

Відомий тим, що ввів алгоритм оцінки квантової фази та концепцію топологічного квантового комп'ютера

під час роботи в Інституті теоретичної фізики Ландау. 
За цю роботу він був нагороджений стипендією Мак-Артура в 2008 році. 
Також відомий тим, що ввів клас складності QMA і показав, що 2-локальна проблема гамільтоніана є QMA-повна, найповніший результат для k-локальних гамільтоніан. 

Китаєв також відомий внеском у дослідження моделі, актуальної для AdS/CFT-відповідності, започаткованого Субіром Сачдевом і Джинву Є; ця модель відома як модель Сачдева–Є–Китаєва (SYK).

Китаєв здобув освіту в Росії, здобувши ступінь магістра у Московському фізико-технічному інституті (1986), доктора філософії в Інституті теоретичної фізики імені Ландау (1989). 
Раніше він працював науковим співробітником (1999–2001) у Microsoft Research, науковим співробітником (1989–1998) в Інституті Ландау та професором Калтеху (2002 – дотепер).

## Нагороди та визнання
- 2008: стипендія Мак-Артура;
- 2012: премія за важливе відкриття у фундаментальній фізиці[10]
- 2015: Медаль Дірака Міжнародного центру теоретичної фізики[11]
- 2017: премія Олівера Баклі (спільно із Сяо-Ган Венем[en])[12]
- 2021: член Національної академії наук США[13]
- 2021: Clarivate Citation Laureates